# Eve Teschmacher
Eve Teschmacher es un personaje ficticio del universo DC Comics de Superman, asociado principalmente con el villano Lex Luthor. Fue creada por Mario Puzo, David Newman, Leslie Newman y Richard Donner en 1978. Eve es representada como la asistente y amante de Luthor, aunque a menudo muestra compasión y dudas sobre sus acciones malvadas. A lo largo de los años, el personaje ha aparecido en diversas adaptaciones del universo de DC Comics, incluyendo películas, cómics y series. Fue introducida originalmente en la película Superman: The Movie (1978), interpretada por Valerie Perrine y aparece en la película Superman (2025) interpretada por la modelo Sara Sampaio. 
Aunque su papel varía según la versión, Eve Teschmacher suele ser presentada como una figura secundaria con una mezcla de inteligencia, vulnerabilidad y lealtad ambigua, lo que la convierte en un personaje complejo dentro del entorno de Luthor y sus planes contra Superman.

## Teschmacher en el cine

### Donnerverso
Creada por Richard Donner y Mario Puzo, Eve Teschmacher aparece por primera vez en Superman, la película (1978) interpretada por Valerie Perrine. Teschmacher es la asistente de Lex Luthor y aparentemente su interés amoroso, aunque también se siente atraída por Superman, el archienemigo de su empleador. Con frecuencia cuestiona los malvados planes de Luthor y es claramente desleal durante su planificado "Crimen del siglo", rescatando a Superman de una muerte segura para frustrar a Luthor. Esto sólo sucede después de que ella le hace prometer a Superman que salvará a su madre en Hackensack, Nueva Jersey, a donde Lex ha enviado un misil nuclear.
En Superman II (1980), ella usa un globo aerostático para rescatar a Lex de la Penitenciaría Estatal, junto con su asistente Otis, a quien Luthor deja atrás porque pesa el globo. Según Superman II: Richard Donner Cut, ella habla de irse de vacaciones con Lex a algún lugar romántico, pero Lex insiste en ir al norte, a la Fortaleza de la Soledad de Superman, para conocer el secreto de las habilidades de Superman. La señorita Teschmacher acepta a regañadientes su plan.
Un personaje similar llamado Kitty Kowalski aparece en Superman Returns (2006), interpretado por Parker Posey. La verdadera Eva aparece en Superman Returns: Prequel Comic #3, un cómic relacionado con Superman Returns.

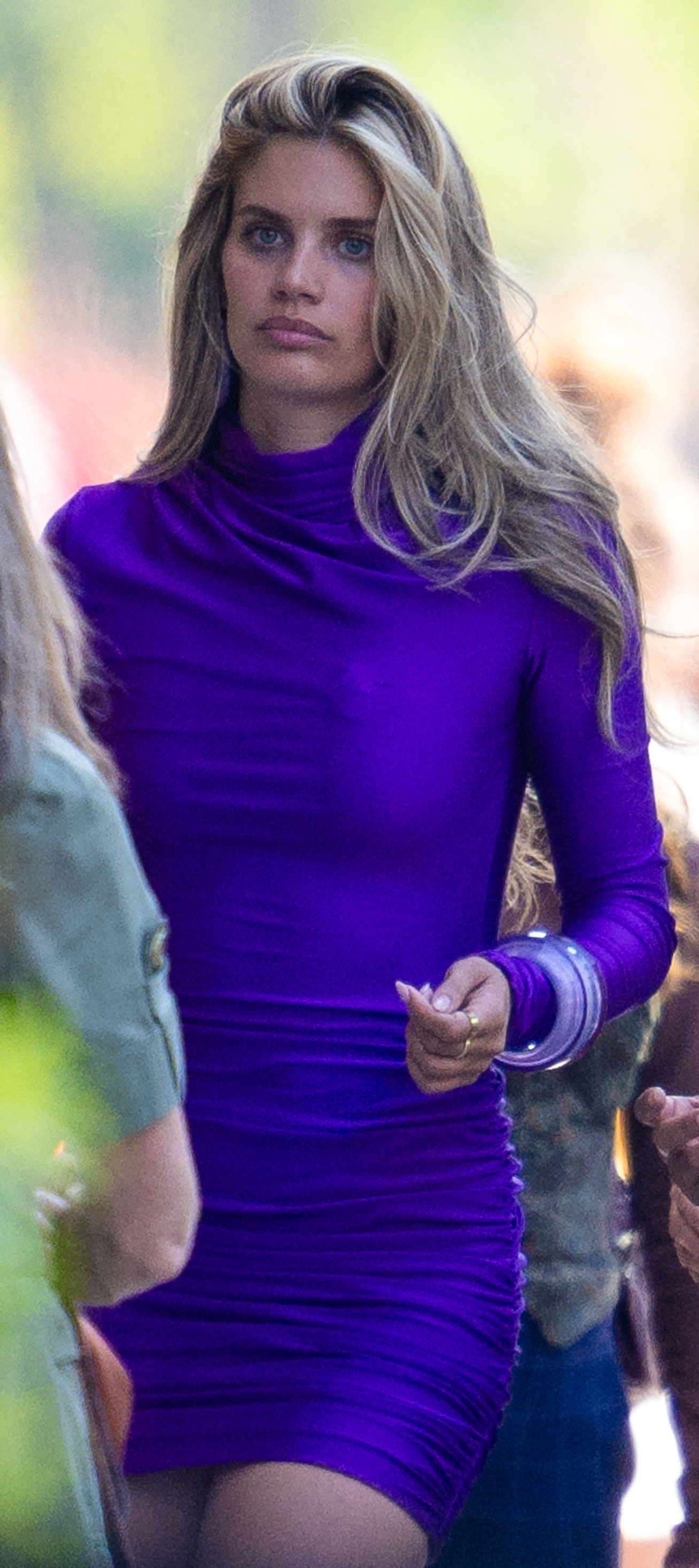
Sara Sampaio es Eve Teschmacher en Superman (2025)

### Universo DC - DCU
Una nueva versión de este personaje, interpretada por la modelo Sara Sampaio, aparecere en la película Superman (2025); es la pareja sentimental de Lex Luthor y una influencer que trabaja en LuthorCorp.

## Teschmacher en los cómics
- Apareció por primera vez en JLA : Earth-2 . Trabajó como secretaria de Lex Luthor. [2]
- Se menciona en Superman: Red Son #2 (Tierra-30 ).
- Aparece en Superman Family Adventures #5, 9 y 12.
- Apareció en los cómics de DC Rebirth, Superman's Pal Jimmy Olsen.

## Teschmacher en otros medios
- Un personaje basado libremente en Eve Teschmacher aparece en Smallville como Tess Mercer, que es una combinación de Eve, Mercy Graves y Lena Luthor. El nombre Tess Mercer es una referencia a Teschmacher. [3]
- Eve Tessmacher aparece en Supergirl (2015–2021), interpretada por Andrea Brooks . Esta versión es la asistente personal de Jimmy Olsen y Lena Luthor, anteriormente Cat Grant.